# Bathynectes maravigna
Bathynectes maravigna is een krabbensoort uit de familie van de Polybiidae. De wetenschappelijke naam van de soort is voor het eerst geldig gepubliceerd in 1839 door Prestandrea.